# Toxodontidae
A Toxodontidae az emlősök (Mammalia) osztályának a Notoungulata rendjébe, ezen belül a Toxodonta alrendjébe tartozó család.

## Tudnivalók
A Toxodontidae-fajok Dél-Amerika területén éltek az oligocén kortól a pleisztocén kor végéig. A családból csak egy nem, a Mixotoxodon, hagyta el Dél-Amerikát Közép-Amerikába költözve. A családba tartozó állatok orrszarvúszerűek voltak. Fogaikon nagy korona és nyílt gyökér volt, amely arra hagy következtetni, hogy a pampák szívós füveivel táplálkoztak. Ettől eltérően, az izotópikus vizsgálatok azt mutatták, hogy a legújabb Toxodontidae-fajok egyaránt legeltek, de bokorevők is voltak.

## Rendszerezés
A családba az alábbi 3 alcsalád és 37 nem tartozik:
- †Haplodontheriinae
  - †Abothrodon
  - †Haplodontherium
  - †Mesotoxodon
  - †Mixotoxodon
  - †Ocnerotherium
  - †Pachynodon
  - †Paratrigodon
  - †Prototrigodon
  - †Toxodontherium
  - †Trigodon
  - †Trigodonops
- †Nesodontinae
  - †Adinotherium
  - †Nesodon
  - †Palyeidodon
  - †Posnanskytherium
  - †Proadinotherium
- †Toxodontinae
  - †Andinotoxodon
  - †Ceratoxodon
  - †Chapalmalodon
  - †Dinotoxodon
  - †Eutomodus
  - †Gyrinodon
  - †Hemixotodon
  - †Hyperotoxodon
  - †Mesenodon
  - †Minitoxodon
  - †Neoadinotherium
  - †Neotoxodon
  - †Nesodonopsis
  - †Nonotherium
  - †Pericotoxodon
  - †Pisanodon
  - †Plesiotoxodon
  - †Stenotephanos
  - †Stereotoxodon
  - †Toxodon
  - †Xotodon

### Fordítás
Ez a szócikk részben vagy egészben  a   Toxodontidae című angol Wikipédia-szócikk fordításán alapul.  Az eredeti cikk szerkesztőit annak laptörténete sorolja fel. Ez a jelzés csupán a megfogalmazás eredetét és a szerzői jogokat jelzi, nem szolgál a cikkben szereplő információk forrásmegjelöléseként.